# Дивень (хліб)
Дивень, колач — весільний хліб у вигляді товстого кільця; наречена мусить дивитися крізь нього у відповідні моменти весільного обряду (звідси і назва). Назва «колач» (від слов'янського коло) використовують на Гуцульщині.